# Cleidion leptostachyum
Cleidion leptostachyum är en törelväxtart som först beskrevs av Johannes Müller Argoviensis, och fick sitt nu gällande namn av Ferdinand Albin Pax och Käthe Hoffmann. Cleidion leptostachyum ingår i släktet Cleidion och familjen törelväxter.
Artens utbredningsområde är Fiji. Inga underarter finns listade i Catalogue of Life.